# Karovići (Čajniče, BiH)
Karovići su naseljeno mjesto u općini Čajniču, Republika Srpska, BiH. Nalaze se blizu granice s Crnom Gorom, blizu rijeke Janjine i ceste R448.
Godine 1985. pripojeni su naselju Tubrojevićima, a ime Karovići ponijelo je naselje Karovići na Batovci kojima je pripojeno naselje Vihnići (Sl.list SRBiH, br.24/85).

## Stanovništvo
| Narod     | Popis 1961. | Popis 1971. | Popis 1981. |
| --------- | ----------- | ----------- | ----------- |
| Hrvati    |             |             |             |
| Muslimani |             |             |             |
| Srbi      | 73          | 44          | 15          |
| ostali    |             | 1           |             |
| Ukupno    | 73          | 45          | 15          |